# .gq
.gq jest domeną internetową przypisaną dla stron internetowych z Gwinei Równikowej.